# 民視論壇中心
民視論壇中心（英語：FTV Tribune Center），是民間全民電視公司曾經存在的內部單位，2016年8月22日成立時為民視董事會直屬單位，2019年4月22日改為隸屬民視新聞傳播群後名存實亡。是民視於前董事長郭倍宏時代成立的爭議性單位，旗下曾擁有政論節目《政經看民視》及網路媒體《讀報》。

## 歷史
2016年8月22日，民視論壇中心成立，為民視董事會直屬單位，不屬民視新聞傳播群管轄；同日，《政經看民視》於民視新聞台開播。2018年2月28日，《讀報》成立。
2018年12月，民視論壇中心發表紀錄片《器官獵人》，質疑臺北市市長柯文哲任職臺大醫院醫師期間涉入器官仲介。
2019年3月，針對2020年民主進步黨總統提名選舉，《讀報》多次發表不利時任中華民國總統蔡英文的報導，反蔡英文立場鮮明，例如將桃園市市長鄭文燦訪問美國事解讀為鄭文燦「有意選總統」、把賴清德在民主進步黨中央黨部登記參選發表談話事報導為賴清德選在新潮流系掌控的智庫辦公室開記者會。
2019年4月8日，《讀報》報導，民進黨立法委員蕭美琴日前透露將前往美國兩家智庫戰略暨國際研究中心（CSIS）與大西洋理事會（Atlantic Council）演講，蔡英文也將與CSIS進行視訊會議，但美國保守主義人士稱這兩家智庫接受中資資助。中華民國外交部駁斥，《讀報》「該則報導實係胡亂拼湊抹黑，已違反媒體處理新聞之基本原則」。
2019年4月11日，民視常務董事會決議《政經看民視》停播，有傳言稱《政經看民視》可能在本年4月下旬停播、《讀報》將於本年6月大幅調整人事。2019年4月22日，民視發布「(2019)人命字第002號」公告，依據民視第九屆第一次常務董事會決議，民視論壇中心執行之業務及人員改隸民視新聞傳播群；《政經看民視》同日停播。2019年4月23日，政治評論家葉柏祥披露，《讀報》於本月22日留言通知撰稿作者，《讀報》已被民視新媒體事業群資訊部接收，「即日起請莫再傳稿來」。
2019年6月，政經傳媒創辦《呷新聞》以取替《讀報》。「呷新聞」一詞的發音是「假新聞」的諧音，被用以諷刺民進黨及其支持者把所有對該黨不利的新聞一律視為假新聞。

## 旗下媒體

### 政經看民視

#### 組織架構
- 主持人：彭文正、李晶玉
- 製作人：李晶玉
- 執行製作人：賴柏嘉、林秉松[13][14][15]、鍾啟煌、郭展宏[16]
- 企劃：楊淳奕、李婕妤[17]
- 執行製作：張肇軒、陳敬、江沛容
- 製作助理：柯忠億
- 視覺編輯：張桂銖
- 製作：民視論壇中心[18]

### 讀報

#### 沿革
《讀報》（英語：Do Post）多語言網路傳媒，2018年2月28日以獨家報導及專欄投書做為主打內容正式營運。

#### 大事記
- 2018年2月8日，《讀報》投入試營運；同月28日，正式營運。
- 2018年8月31日，《讀報》專欄作家、律師詹晉鑒針對台灣國辦公室主任陳峻涵「巧遇」台北市長柯文哲一事撰文〈去「巧遇」陳佩琪吧〉[19]；09月初立即引發包括《蘋果日報》、《聯合報》等多家媒體報導與關注[20][21][21]。
- 2018年9月4日，獨立評論員曹長青以〈法輪功學員被摘器官是真的嗎？〉為題投書《讀報》[22]；05日《大紀元時報》轉載[23]。
- 2018年9月14日，《讀報》專欄作家、律師詹晉鑒針對促轉會副研究員吳佩蓉竊錄前副主委張天欽與幕僚的非公開會議內容，撰文〈立即追究吳佩蓉副研究員的法律責任〉[24]；15日，包括NOWnews今日新聞、TVBS新聞台、ETtoday新聞雲等多家媒體報導與關注[25][26][27][28]。
- 2018年9月28日，《讀報》專欄作家、前美國副國安顧問葉望輝針對近日國際情勢撰文〈台灣進入聯合國的獨特機會〉[29][30]；10月12日，包括《自由時報》等多家媒體報導與關注[31]。
- 2018年12月13日，《讀報》專欄作家、前中華民國海軍新江艦艦長呂禮詩，針對中國人民解放軍戰機、戰艦頻往返日本宮古海峽一事撰文〈解放軍專注潛艦戰訓 國軍的潛艦戰力不能等〉[32]；12月16日，《ETtoday新聞雲》等多家媒體報導與關注[33]。
- 2018年12月24日，《讀報》獨家揭發，台北市長柯文哲在過去任職台大醫院期間，對無心跳的病患施打麻妥儂注射液等，導致病患遭加工死亡。[34]東森新聞台《關鍵時刻》[35]更探討此事。12月29日，民視新聞台《政經看民視》邀請人權律師童文薰及博仁醫院心臟外科主任蘇上豪上節目討論[36]。
- 2019年4月22日，《讀報》被民視新媒體事業群資訊部接收[37]，網站及Facebook專頁均被永久關閉。至此，民視論壇中心正式走入歷史。

#### 專欄作家
- 葉望輝，前美國副總統錢尼副國安顧問、前美國共和黨愛達荷州主席。
- 楊憲宏，資深媒體人，前民視新聞部經理，台灣關懷中國人權聯盟理事長。
- 曹長青，美籍華人傳媒工作者、政治評論員。
- 詹晉鑒，律師、臺北市文山區萬興里里長、民主進步黨第十八屆中央評議委員。
- 蕭亞譚，前柯文哲競選辦公室主任。
- 呂禮詩，前中華民國海軍新江艦艦長。
- 蕭曉玲，台灣北社理事、台灣教師聯盟理事長、前臺北市立中山國民中學音樂教師。
- 妖西，本名劉敬文，李登輝民主協會策略執行長、前民主進步黨立法委員鄭麗君國會辦公室研究員、前公民監督國會聯盟辦公室主任。
- 張銘祐，政治評論員，公投護台灣聯盟執行總幹事。
- 陳奕齊，基進黨主席。

#### 組織架構
- 記者/編輯：周子愉、薛雲峰[38]

## 外部連結
- 讀報 （页面存档备份，存于）
- 政經看民視的Facebook專頁
- 讀報的Facebook專頁
- YouTube上的政經看民視頻道
- YouTube上的讀報頻道
- 政經看民視的X（前Twitter）
- 讀報的X（前Twitter）